# Championnat de Hongrie de baseball
 (septembre 2024).
Le championnat de Hongrie de baseball se tient depuis 1992. Organisé par la fédération hongroise de baseball et de softball, il comporte trois divisions principales : NB1, NB2 et NB3. La NB1 rassemble l'élite réduite depuis 2008 à quatre clubs contre huit en 2007. Ils affrontent des clubs serbes et croates dans une compétition interligues.

## Les clubs de l'édition 2011
- Óbuda Brick Factory
- Nagykanizsa Ants
- Jánossomorja Rascals
- Szentendre Sleepwalkers

## Palmarès
Le palmarès masculin de la NB1 s'établit comme suit:
| Année | Champion                |
| 1992  | Budapest Islanders      |
| 1993  | Budapest Islanders      |
| 1994  | Budapest Islanders      |
| 1995  | Budapest Islanders      |
| 1996  | Nagykanizsa Ants Thúry  |
| 1997  | Nagykanizsa Ants Thúry  |
| 1998  | Szentendre Sleepwalkers |
| 1999  | Szentendre Sleepwalkers |
| 2000  | Szentendre Sleepwalkers |
| 2001  | Torony Szönyeghaz Thúry |

| Année | Champion                |
| 2002  | Torony Szönyeghaz Thúry |
| 2003  | Torony Szönyeghaz Thúry |
| 2004  | Óbuda Brick Factory     |
| 2005  | Óbuda Brick Factory     |
| 2006  | Szentendre Sleepwalkers |
| 2007  | Szentendre Sleepwalkers |
| 2008  | Óbuda Brick Factory     |
| 2009  | Óbuda Brick Factory     |
| 2010  | ?                       |